# Куба на летних Панамериканских играх 1951
Куба принимала участие в Панамериканских играх 1951 года в Буэнос-Айресе (Аргентина) в первый раз за свою историю, и завоевала десять бронзовых, девять серебряных и девять золотых медалей. Сборная страны состояла из 77 спортсменов (76 мужчин, 1 женщина).
| Медаль  | Спортсмен | Вид спорта       | Дисциплина                                             |
| ------- | --- | ---------------- | ------------------------------------------------------ |
| Золото  | Архелио Брито, Нельсон Кампвер, Хильберто Дельгадо, Марио Диас, Луис Фьюса, Аурелио Эррера, Хуан Исагирре, Дерубин Хакоме, Густаво Мартинес, Освальдо Оргальес, Сельсо Овьедо, Хуан Равело, Анхель Скуль, Леонардо Сейхо, Хорхе Сильва, Хуан Вистуэр | Бейсбол          | Мужчины                                                |
| Золото  | Анхель Агияр, Рафаэль Лекуона, Франсиско Касканте, Роберто Вильясьян, Фернандо Лекуона, Раймундо Рей, Бальдомеро Рубиэра, Хосе Васкес | Гимнастика       | Мужчины, командное первенство, кольца                  |
| Золото  | Анхель Агияр, Рафаэль Лекуона, Франсиско Касканте, Роберто Вильясьян, Фернандо Лекуона, Раймундо Рей, Бальдомеро Рубиэра, Хосе Васкес | Гимнастика       | Мужчины, командное первенство, опорный прыжок          |
| Золото  | Анхель Агияр, Рафаэль Лекуона, Франсиско Касканте, Роберто Вильясьян, Фернандо Лекуона, Раймундо Рей, Бальдомеро Рубиэра, Хосе Васкес | Гимнастика       | Мужчины, командное первенство, параллельные брусья     |
| Золото  | Анхель Агияр | Гимнастика       | Мужчины, кольца                                        |
| Золото  | Рафаэль Лекуона | Гимнастика       | Мужчины, конь                                          |
| Золото  | Анхель Агияр | Гимнастика       | Мужчины, опорный прыжок                                |
| Золото  | Рафаэль Фортун | Лёгкая атлетика  | Мужчины, 100 м                                         |
| Золото  | Рафаэль Фортун | Лёгкая атлетика  | Мужчины, 200 м                                         |
| Серебро | Кристобаль Эрнандес | Бокс             | Мужчины, до 67 кг                                      |
| Серебро | Рафаэль Лекуона | Гимнастика       | Мужчины, абсолютное индивидуальное первенство          |
| Серебро | Анхель Агияр, Рафаэль Лекуона, Франсиско Касканте, Роберто Вильясьян, Фернандо Лекуона, Раймундо Рей, Бальдомеро Рубиэра, Хосе Васкес | Гимнастика       | Мужчины, абсолютное командное первенство               |
| Серебро | Анхель Агияр, Рафаэль Лекуона, Франсиско Касканте, Роберто Вильясьян, Фернандо Лекуона, Раймундо Рей, Бальдомеро Рубиэра, Хосе Васкес | Гимнастика       | Мужчины, командное первенство, вольные упражнения      |
| Серебро | Анхель Агияр, Рафаэль Лекуона, Франсиско Касканте, Роберто Вильясьян, Фернандо Лекуона, Раймундо Рей, Бальдомеро Рубиэра, Хосе Васкес | Гимнастика       | Мужчины, командное первенство, конь                    |
| Серебро | Рафаэль Лекуона | Гимнастика       | Мужчины, кольца                                        |
| Серебро | Рафаэль Лекуона | Гимнастика       | Мужчины, опорный прыжок                                |
| Серебро | Рафаэль Фортун, Рауль Массора, Анхель Гарсия, Хесус Фаррес | Лёгкая атлетика  | Мужчины, 4 х 100 м                                     |
| Серебро | Хосе Креспо | Тяжёлая атлетика | Мужчины, до 56 кг                                      |
| Бронза  | Хосе Лопес | Борьба           | Мужчины, до 74 кг                                      |
| Бронза  | Франсиско Касканте | Гимнастика       | Мужчины, Вольные упражнения                            |
| Бронза  | Роберто Вильясьян | Гимнастика       | Мужчины, Кольца                                        |
| Бронза  | Самуэль Андерсон | Лёгкая атлетика  | Мужчины, 110 м с барьерами                             |
| Бронза  | Никазио Сильверио | Плавание         | Мужчины, 100 м свободным стилем                        |
| Бронза  | Хуан Чавес, Руфино Гутьеррес, Хосе Ландин, Грегорио Мойя, Рафаэль Родригес | Стрельба         | Мужчины, винтовка с трёх позиций, командное первенство |
| Бронза  | Орландо Гарридо | Тяжёлая атлетика | Мужчины, до 82,5 кг                                    |
| Бронза  | Хорхе Агостини, Армандо Барриентос, Абелардо Менендес, Мигель Оливелья | Фехтование       | Мужчины, Рапира, командное первенство                  |
| Бронза  | Хорхе Агостини, Роберто Гарсия, Карлос Ламар, Роберто Маналич, Мигель Оливелья | Фехтование       | Мужчины, Шпага, командное первенство                   |